# Bauhinia decumbens
Bauhinia decumbens är en ärtväxtart som beskrevs av Henderson. Bauhinia decumbens ingår i släktet Bauhinia och familjen ärtväxter. Inga underarter finns listade i Catalogue of Life.